# Dieter Grimm
Dieter Grimm (nascido em 11 de maio de 1937 em Kassel, na Alemanha) é um jurista alemão. De 1987 a 1999, Grimm foi juiz do Tribunal Constitucional Federal Alemão.

## Biografia
Após terminar o equivalente ao ensino médio em 1957, Dieter Grimm estudou Direito e Ciências Políticas na Universidade de Frankfurt (Frankfurt am Main) e Friburgo (Friburgo em Brisgóvia), bem como na Universidade Livre de Berlim (Freien Universität Berlin), na Sorbonne de Paris e em Harvard, nos Estados Unidos. Quando estudante foi bolsista da Cusanuswerks, uma fundação da conferência dos bispos católicos da Alemanha. Em 1965 lhe foi conferido o grau de Mestre em Direito (Master of Laws, LL.M.) pela Universidade de Harvard. Em 1967 foi aprovado no 2º Exame de Estado (2. Juristische Staatsexamen), tornando-se jurista pleno (Volljurist). Em 1971 tornou-se doutor em Direito pela Universidade de Frankfurt am Main, tornando-se ainda livre docente em 1979 pela mesma instituição. Durante este tempo, Grimm atuou no Max-Planck-Institut für europäische Rechtsgeschichte em Frankfurt am Main.
Em 1979, Grimm recebeu venia legendi, tornando-se professor de Direito Público da Universidade de Bielefeld (Universität Bielefeld), onde ensinou até 1987. Também atuou como diretor do Centro para Pesquisa Interdisciplinar local de 1984 a 1990. A partir de 1999, tornou-se professor da Universidade Humboldt de Berlim (Humboldt-Universität zu Berlin) onde se aposentou em 2005. Além disso, foi reitor do Instituto de Ciências de Berlim (Wissenschaftskolleg zu Berlin), sendo membro permanente e ativo até os dias de hoje. Desde 2002, Grimm também é membro do conselho administrativo do canal público alemão de televisão ZDF (ZDF-Verwaltungsrat). Como juiz, Grimm era membro do Primeiro Senado do TCF. Seu nome é exaustivamente citado em obras do direito por seu célebre voto dissidente na decisão “Reiten im Walde”, versando sobre a interpretação extensiva do Art. 2 Abs. 1 da Constituição Alemã, que trata do livre desenvolvimento da personalidade. No TCF foi sucessor de Konrad Hesse; e sucedido por Wolfgang Hoffmann-Riem.
Em seu artigo publicado em 1980, intitulado “Reformalisierung des Rechtsstaats als Demokratiepostulat?” ele resolveu uma controvérsia sobre o Estado de Direito e a Democracia. É professor visitante da Faculdade de Direito da Universidade de Yale, onde ministra o curso “Constitucionalismo dos Estados Unidos e da Europa: Uma Comparação”.

## Obras (amostra)

### Como autor
- Solidarität als Rechtsprinzip: Die Rechts- und Staatslehre Léon Duguits in ihrer Zeit. Athenäum, Frankfurt am Main 1973, ISBN 3-7610-2511-4.
- Recht und Staat der bürgerlichen Gesellschaft. Suhrkamp, Frankfurt am Main 1987, ISBN ISBN 3-518-37858-9 Erro de parâmetro em {{ISBN}}: caractere inválido.
- Deutsche Verfassungsgeschichte 1776–1866: Vom Beginn des modernen Verfassungsstaats bis zur Auflösung des Deutschen Bundes. Suhrkamp, Frankfurt am Main 1988, ISBN 3-518-11271-6.
- Die Zukunft der Verfassung. Suhrkamp, Frankfurt am Main 1991, ISBN 3-518-28568-8.
- mit Heinz Mohnhaupt: Verfassung. Zur Geschichte des Begriffs von der Antike bis zur Gegenwart. Zwei Studien. Duncker und Humblot, Berlim 1995; 2. Auflage 2002, ISBN 3-428-10952-X.
- Die Verfassung und die Politik: Einsprüche in Störfällen. Beck, München 2001, ISBN 3-406-48205-8. (Traduzido para o Português e publicado no Brasil: Constiuição e Política, Editora del Rey, ISBN: 8573088672).
- Souveränität: Herkunft und Zukunft eines Schlüsselbegriffs. Berlin University Press, Berlim 2009, ISBN 978-3-940432-60-5.
- Das öffentliche Recht vor der Frage nach seiner Identität. Mohr Siebeck, Tübingen 2012, ISBN 978-3-16-152254-3.
- Die Zukunft der Verfassung II: Auswirkungen von Europäisierung und Globalisierung. Suhrkamp, Berlim 2012, ISBN 978-3-518-29627-1.

### Como organizador
- Rechtswissenschaft und Nachbarwissenschaften. 2 Bände. Band 1: Fischer Athenäum, Frankfurt am Main 1973; erneut: Beck, München 1976, ISBN 3-406-04942-7; Bd. 2: Beck, München 1976, ISBN 3-406-04943-5.
- Einführung in das Recht: Aufgaben, Methoden, Wirkungen. C. F. Müller, Heidelberg 1985; 2., überarbeitete Auflage 1991, ISBN 3-8114-7491-X.
- mit Werner Maihofer: Gesetzgebungstheorie und Rechtspolitik. Westdeutscher Verlag, Opladen 1988, ISBN 3-531-12012-3.
- Wachsende Staatsaufgaben – sinkende Steuerungsfähigkeit des Rechts. Nomos, Baden-Baden 1990, ISBN 3-7890-2187-3.
- Staatsaufgaben. Nomos, Baden-Baden 1994, ISBN 3-7890-3291-3.
- mit Paul Kirchhof: Entscheidungen des Bundesverfassungsgerichts: Studienauswahl. 2 Bände. Mohr Siebeck, Tübingen 1993; 2. Auflage 1997, 3., erweiterte Auflage 2007 (mit Paul Kirchhof und Michael Eichberger), ISBN 978-3-16-149274-7, ISBN 978-3-16-149275-4.

## Premiações e homenagens
Em 1999 foi agraciado com a Ordem do Mérito da República Federal da Alemanha. Em 2008 recebeu o título de Doutor Honoris Causa pela Universidade de Toronto, e em 2009 pela Universidade de Göttingen. Em 2015 ele foi premiado com a Medalha Lichtenberg. Desde 2001 Grimm é membro da Academia de Artes e Ciências dos Estados Unidos. Em 2004 foi condecorado pelo Presidente da França com a Ordem Nacional do Mérito, desde de 2005 ele é membro extraordinário da Academia Brandenburgo-Berlinense de Ciências (Berlin-Brandenburgischen Akademie der Wissenschaften), antiga Academia de Ciências da Prússia. Em 2018 Dieter Grimm foi agraciado com Prêmio Hoffmann-von-Fallersleben-Preis (Hoffmann-von-Fallersleben-Preis) de literatura.  Em 2019 ele foi eleito membro correspondente da Academia Britânica.